# Cosimo Quaranta
Cosimo Quaranta (Alessano, 28 maggio 1920 – ...) è stato un politico italiano.

## Biografia
Nato ad Alessano nel 1920, militò politicamente nelle file della Democrazia Cristiana, partito con il quale fu più volte eletto consigliere comunale nella città di Brindisi.
Venne eletto sindaco di Brindisi il 4 marzo 1989, in seguito alle dimissioni di Cosimo Ennio Masiello. Il sindaco si trovò poi coinvolto in una serie di inchieste giudiziarie che riguardarono l'amministrazione comunale, nell'ambito dello scandalo di Tangentopoli, e venne accusato di interesse privato e falso ideologico, insieme ad altri componenti della giunta. Cessò il suo mandato l'11 agosto 1990.